# Softphone
Ein Softphone ist ein Computerprogramm, das Telefonie ermöglicht. Man unterscheidet zwischen PSTN-Software für Festnetztelefonie und Internet-Telefonie-Software.

## Anwendungsfälle
Anbieter von VoIP-Diensten stellen häufig ein Softphone zur Verfügung, wobei sich diese in der Regel sehr im Funktionsumfang unterscheiden. Neben den offenen Standards SIP (z. B. Gizmo5, Jajah, KPhone, Linphone, Nimbuzz, PhonerLite, QuteCom, X-Lite), H.323 (z. B. Ekiga, NetMeeting, OpenH323), XMPP (z. B. Google Talk) und IAX (z. B. Parlino) sind auch proprietäre Protokolle (z. B. Skype) stark verbreitet.
Für Festnetztelefonie gibt es Programme, die ausschließlich die Anwahl der Rufnummer übernehmen (z. B. die Windows-Wählhilfe), während zum eigentlichen Telefonieren ein herkömmliches Telefon benötigt wird – diese reinen Anwahlprogramme werden gelegentlich auch als Softphone (oder Dialer-Software) bezeichnet.

## Voraussetzungen
Um ein Softphone zu benutzen, benötigt man einen Netzwerkzugang, im Fall von PSTN über ein mit dem ISDN- bzw. analogen Netzanschluss verbundenes Endgerät wie etwa eine ISDN-Karte, ein Telefonmodem oder einen Terminaladapter, im Falle von Internet-Telefonie über einen (möglichst breitbandigen) Internetzugang (je nach Komprimierung, Sprachqualität und Übertragungsprotokoll mindestens ISDN). Weiter werden ein Mikrofon und Lautsprecher benötigt, die auch als Kopfsprechgarnitur (Headset) kombiniert werden können. Schließlich muss auch eine Soundkarte vorhanden sein. Es gibt dabei auch extern betriebene Soundkarten im Gehäuse eines Telefonhörers, die über den USB-Anschluss mit dem Computer verbunden und wie ein klassischer Telefonhörer verwendet werden. Über Standardtreiber und die Einstellungen der meisten Softphones ist es möglich, Softphone-Anwendungen und den übrigen Anwendungsprogrammen getrennte Soundkarten zuzuweisen.